# Gempylidae
I Gempilidi (Gempylidae) sono una delle molte famiglie dell'ordine Scombriformes. Le specie della famiglia sono note col nome di «sgombri serpente» o «escolar».

## Descrizione
Presentano le mascelle inferiori sporgenti, con denti vomerini di aspetto temibile. La pinna dorsale è doppia e talvolta si osservano alcune pinnule dietro le dorsali e l'anale. In due generi, da ogni lato del corpo, corre una duplice linea laterale. Benché somiglianti agli Scombridi più sottili, mancano sempre della carena ai lati della coda, che è presente in questi. Le loro carni sono generalmente oleose e perciò poco apprezzate come cibo, anche se talvolta vengono consumate. Una delle specie più diffuse è il ruvetto, Ruvettus pretiosus, lungo 1,8 metri, che s'incontra in tutte le acque a circa 800 metri di profondità. La specie più grande della famiglia, lo snoek (Thyrsites atun), cresce fino a 2 metri.

## Distribuzione
Carnivori e rapidi nuotatori, s'incontrano dappertutto nelle acque salate tropicali e temperate, solitamente in profondità, a eccezione di alcune specie che vivono presso la superficie. Nel mar Mediterraneo è presente solo la specie Ruvettus pretiosus.

## Specie
La famiglia comprende 24 specie suddivise in 16 generi:
- Genere Diplospinus
  - Diplospinus multistriatus Maul, 1948, escolar striato
- Genere Epinnula
  - Epinnula magistralis Poey, 1854, domine
- Genere Gempylus
  - Gempylus serpens Cuvier, 1829, sgombro serpente
- Genere Lepidocybium
  - Lepidocybium flavobrunneum (Smith, 1843), escolar
- Genere Nealotus
  - Nealotus tripes Johnson, 1865, sgombro serpente nero
- Genere Neoepinnula
  - Neoepinnula americana (Grey, 1953), pesce sacco americano
  - Neoepinnula orientalis (Gilchrist e von Bonde, 1924), pesce sacco
- Genere Nesiarchus
  - Nesiarchus nasutus Johnson, 1862, pesce gemma neroPesce gemma nero, Nesiarchus nasutus
- Genere Paradiplospinus

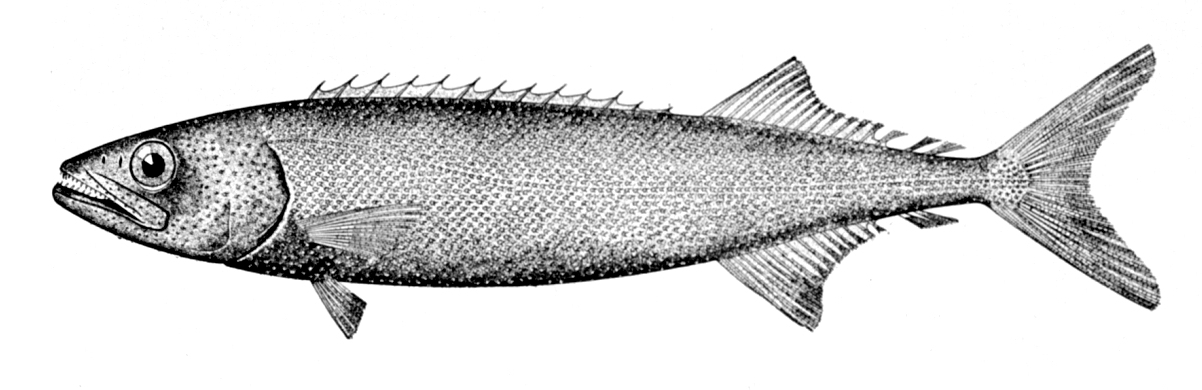
Pesce gemma nero, Nesiarchus nasutus

  - Paradiplospinus antarcticus Andriashev, 1960, escolar antartico
  - Paradiplospinus gracilis (Brauer, 1906), escolar gracile
- Genere Promethichthys
  - Roudi escolar, Promethichthys prometheus (Cuvier, 1832), escolar roudiEscolar roudi, Promethichthys prometheus
- Genere Rexea

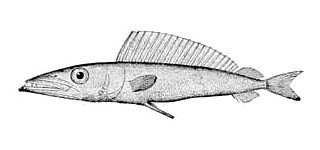
Escolar roudi, Promethichthys prometheus

  - Rexea alisae Roberts e Stewart, 1997
  - Rexea antefurcata Parin, 1989, escolar pinnalunga
  - Rexea bengalensis (Alcock, 1894), escolar del Bengala
  - Rexea brevilineata Parin, 1989, escolar lineacorta
  - Rexea nakamurai Parin, 1989, escolar di Nakamura
  - Rexea prometheoides (Bleeker, 1856), escolar reale
  - Rexea solandri (Cuvier, 1832), pesce gemma argentato o pesce gemma
- Genere Rexichthys
  - Rexichthys johnpaxtoni Parin ed Astakhov, 1987, escolar di Paxton
- Genere Ruvettus
  - Ruvettus pretiosus Cocco, 1833, ruvetto
- Genere Thyrsites
  - Thyrsites atun (Euphrasen, 1791), snoek
- Genus Thyrsitoides
  - Thyrsitoides marleyi Fowler, 1929, snoek nero
- Genere Thyrsitops
  - Thyrsitops lepidopoides (Cuvier, 1832), sgombro serpente bianco
- Genere Tongaichthys
  - Tongaichthys robustus Nakamura e Fujii, 1983, escolar delle Tonga

In passato veniva classificato tra i Gempilidi anche l'escolar pinnalunga (Scombrolabrax heterolepis), attualmente classificato in una famiglia a parte, gli Scombrolabracidi.